# エリック・ラミレス (1998年生のサッカー選手)
エリック・クレイベル・ラミレス・マテウス（Eric Kleybel Ramírez Matheus , 1998年11月20日 - ）は、ベネズエラ・バリナス州バリナス出身のサッカー選手。セグンダ・ディビシオン・スポルティング・デ・ヒホン所属。ポジションはFW。

## クラブ経歴
2016年に国内リーグのサモラFCのトップチームに昇格し、プロデビュー。同年シーズンはリーグ優勝を経験。翌2017年シーズンにエストゥディアンテス・デ・カラカスにローン移籍。同年7月にチェスカー・プルヴニー・フォトバロヴァー・リガのMFK OKDカルヴィナーへの移籍が決定。しかし、1シーズン半で30試合3ゴールの成績にとどまった。
2019年2月7日、隣国スロバキアのFKセニツァへのローン移籍が発表。加入後は先発で起用され、4月17日には3月度のチーム月間最優秀選手に選出。4月6日のASトレンチーン戦で、加入後初ゴールを記録。2018-19最終戦となった、5月11日のFCニトラ戦では2ゴールを決め、3-2の勝利に導いた。
2019年7月9日、同じスロバキアリーグのFC DAC 1904ドゥナイスカー・ストレダへの完全移籍が決定。2020年6月22日のFCスパルタク・トルナヴァ戦では、新型コロナウイルスの世界的感染拡大の影響による約3ヶ月間のリーグ中断を経てのリーグ戦再開第2戦で、後半23分に先制ゴールを決め、2-0の勝利に導いた。
2021年7月23日、FCディナモ・キーウと5年契約を締結。その後2022年1月にローン移籍でスポルティング・デ・ヒホンに加入した。

## 代表経歴
2020年10月から開催された2022 FIFAワールドカップ・南米予選にベネズエラ代表に初招集。13日のパラグアイ戦で、代表初出場した。